# Filippo Colombo
Filippo Colombo (20 de desembre de 1997) és un esportista suís que competeix en ciclisme de muntanya en la disciplina de cross-country olímpic. Va guanyar quatre medalles en el Campionat Mundial de Ciclisme de Muntanya entre els anys 2014 i 2018, i dues medalles en el Campionat Europeu de Ciclisme de Muntanya, or en 2017 i plata en 2018.

## Palmarès internacional
| Campionat del Món | Campionat del Món              | Campionat del Món | Campionat del Món         |
| Any               | Lloc                           | Medalla           | Competició                |
| ----------------- | ------------------------------ | ----------------- | ------------------------- |
| 2014              | Hafjell/Lillehammer ( Noruega) | 2                 | Cross-country Relay (XCR) |
| 2016              | Nové Město ( Txèquia)          | 3                 | Cross-country Relay (XCR) |
| 2017              | Cairns ( Austràlia)            | 1                 | Cross-country Relay (XCR) |
| 2018              | Lenzerheide ( Suïssa)          | 1                 | Cross-country Relay (XCR) |
| Campionat Europeu |                                |                   |                           |
| Any               | Lloc                           | Medalla           | Competició                |
| 2017              | Darfo Boario ( Itàlia)         | 1                 | Cross-country Relay (XCR) |
| 2018              | Graz ( Àustria)                | 2                 | Cross-country Relay (XCR) |